# 消化試合
消化試合是一個主要在體育賽事中使用的術語，來自於日語，指的是比賽結果對聯賽或系列賽最終結果不再產生影響的比賽。當某支隊伍的最終排名已確定，而剩餘的比賽僅僅用來完成賽程時，這些比賽被稱為「消化試合」。

### 定義
在聯賽或循環賽中，當某支球隊已經鎖定了冠軍、季後賽席位，或確定了降級資格時，之後的比賽結果對這些已確定的事實不會再產生影響，這樣的比賽便成為了「消化試合」。這種比賽常見於像是足球聯賽、網球的戴維斯盃、以及美國職棒大聯盟等需要打滿全程的比賽。

### 特徵
由於這類比賽對最終結果的影響甚微，通常比賽氛圍會比關鍵比賽來得輕鬆，隊伍可能會派遣較年輕的或替補選手上場，來積累經驗或者避免主力球員因受傷而影響後續的重要賽事。

### 批評
消化試合有時也會引發爭議，因為比賽缺乏競爭力和緊張感，對球迷來說吸引力降低，且票房和觀眾人數通常會下降。此外，某些隊伍在消化試合中可能不會全力以赴，而影響到其他仍在爭奪冠軍或關鍵席位的隊伍。例如，日本職棒1982年10月18日一場橫濱大洋鯨對中日龍的比賽中，如果橫濱大洋鯨勝出，則讀賣巨人隊會拿到聯盟冠軍，但因為橫濱大洋鯨已經確定排名，便故意讓主力球員休息，而被批評幫助對手奪冠。

### 舉例
在2024年世界棒球12強賽複賽最後一場由台日進行的消化試合賽中，儘管僅是消化試合性質的比賽，仍有超過四萬名觀眾進場觀賽。這場比賽於東京巨蛋舉行，顯示出即使競技意義較低的賽事，球迷依然有機會保持高度的熱情與支持。